# Mangaia-Salangane
Die Mangaia-Salangane (Collocalia manuoi) ist eine ausgestorbene Vogelart aus der Tribus der Salanganen. Das Artepitheton leitet sich von den polynesischen Wörtern manu „wilde Vögel“ und oi „durch die Luft flattern“ ab. 
Die Mangaia-Salangane ist nur von subfossilem Knochenmaterial bekannt, das 1997 von David William Steadman auf der Cook-Insel Mangaia zu Tage gefördert wurde. Der Holotypus besteht aus einem rechten Coracoid, die Paratypen aus zwei rechten und einem linken kompletten Coracoiden, aus einem kompletten Carpometacarpus, aus einem nahezu kompletten Fingerknochen sowie aus einem rechten Tibiotarsus, bei dem das proximale Ende fehlt. Drei Coracoiden haben Längen von 8,07, 8,0 und 8,2 mm. Der Carpometacarpus misst 13,44 mm und der Fingerknochen 6,69 mm.
Die Knochen sind größer, als die von der auf der Nachbarinsel Atiu vorkommenden rezenten Atiusalangane (Aerodramus sawtelli). Nach Ansicht von Steadman besteht, trotz der räumlichen Nähe der Heimatinseln, aus osteologischer Sicht kein nahes verwandtschaftliches Verhältnis zwischen den beiden Taxa.
Die jüngsten geologischen Schichten, in denen das Material entdeckt wurde, werden auf den Zeitraum 1390 bis 1470 datiert.
Nach der heute gültigen Systematik der Seglervögel gehört die Mangaia-Salangane vermutlich in die Gattung Aerodramus.